# 克勞斯灣
60°44′S 45°38′W / 60.733°S 45.633°W
克勞斯灣（英語：Clowes Bay）是南極洲的海灣，位於南奧克尼群島的西格尼島南部，寬2公里，處於肯菲尤任島和奧利芬特群島之間，以英國的海洋學家命名。